# ペータル・ボジッチ
ペータル・ボジッチ（セルビア語: Петар Вожић, ラテン文字転写: Petar Božić、1978年12月6日 - ）は、セルビア共和国ベオグラード出身の元プロバスケットボール選手。キャリアの間、ポイントガード、シューティングガードのポジションでユーロリーグを中心にプレーし、ディフェンスとスリーポイントシュートで知られていた。現在はバスケットボール指導者として活動している。

## 選手経歴
KKBeobankaでプロとしてのキャリアを開始し、そこで3年間プレーし、RadničkiJugopetrolで1シーズンプレーし、ヘモファームで3シーズンを過ごした後、KKパルチザンに入団するまでは無名選手の一人であった。2004年にパルチザンベオグラードと契約し、そのシーズンに、セルビアスーパーリーグで優勝した。クラブのキャプテンを何年も務め、クラブのレジェンドの一人となり、2020年1月に記録が破られるまで、チーム史上最も多くの471試合に出場した。パルチザンで17を超えるトロフィーを獲得し、パルチザンのファンから「プロのトロフィー掲揚者」と呼ばれた。

## 指導者経歴
プロバスケットボールから引退後、KKパルチザンで2013年から2015年までアシスタントコーチを務め、2015年9月にチームの新ヘッドコーチに指名された。 2016年1月5日、ABAリーグで6勝12敗を記録した時点で解雇された。ファンにパルチザン史上最悪のコーチの一人として記憶された。
2017年10月に、NBAゲータレード・リーグ、オースティン・スパーズのアシスタントコーチとなった。2021年に、ヘッドコーチのマシュー・ニールセンがサンアントニオ・スパーズのアシスタントコーチに転身したことで、ポジションに引き継ぎ、昇進した。
2023年8月10日、BBLとユーロカップに所属するロンドン・ライオンズのヘッドコーチに就任することが発表された。
2025年5月22日、B.LEAGUEに所属する島根スサノオマジックのヘッドコーチに就任することが発表された。